# Steyl
Steyl est un village situé dans la commune néerlandaise de Venlo, dans la province du Limbourg. Le 1er janvier 2009, le village comptait 4 350 habitants.

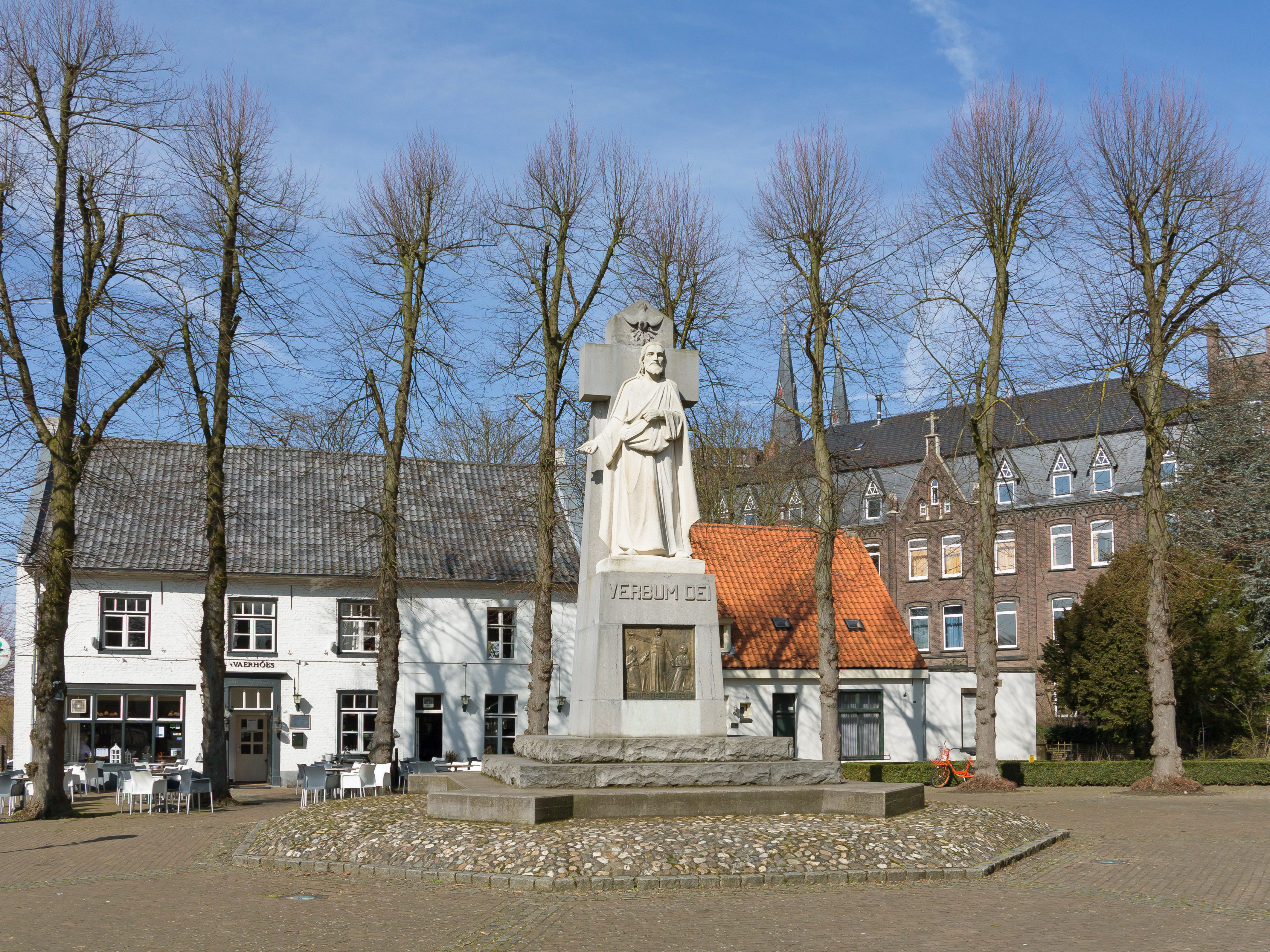
Steyl, statue Verbum Dei, mémorial d'Arnold Janssen.

## Implantation
Les pères de Steyl est la dénomination courante des fameux Missionnaires du Verbe-Divin, qui installèrent ici leur maison-mère en 1875, sous la direction d'Arnold Janssen, et développent depuis cette époque de nombreuses missions dans le monde entier.